# Лето I (виконт Макона)
Лето I (фр. Liétald I de Mâcon) — виконт Макона с 884 года.

## Биография
В 884 году Лето I, о происхождении которого ничего неизвестно, стал первым виконтом Макона. Получение им власти над Маконом пришлось на время правления графа Тулузы Бернара Плантвелю, вассалом которого Лето, вероятно, был. Следующим виконтом Макона стал Ракульф, упоминаемый в исторических источниках в 893 году, хотя неизвестно, был ли он непосредственным преемником Лето I.